# 大薩瓦納德帕倫克
大薩瓦納德帕倫克（西班牙語：Sabana Grande de Palenque），是多明尼加共和國的城鎮，位於該國南部，由聖克里斯多堡省負責管轄，面積30.13平方公里，2012年人口30,247，人口密度每平方公里1,000人。